# Leon Augustine Tharmaraj
Leon Augustine Tharmaraj (* 11. April 1941 in Kovalam, Kerala; † 15. Januar 2007) war Bischof von Kottar bei Nagercoil im indischen Bundesstaat Tamil Nadu.

## Leben
Leon Augustine Tharmaraj empfing am 29. März 1965 die Priesterweihe in Kottar. 1988 wurde er von Papst Johannes Paul II. zum siebten Bischof des Bistums Kottar ernannt und geweiht.
Er war früherer Vorsitzender der Kommission für Arbeit bei der indischen Bischofskonferenz.
Tharmaraj starb an den Folgen eines Krebsleidens.